# Barajul Rusănești
Barajul Rusănești este penultimul baraj de pe râul Olt, până la vărsare, următorul în amonte de barajul și la coada lacului Izbiceni.
Barajul Rusănești, finalizat în anul 1989, are înălțimea de 30,50 m, lungimea de 99,00 m.
Lungimea lacului de acumulare este de 15,4 km, lățimea până la 1,0 km și suprafața este de 1.100 ha. Lungimea digului pe malul stâng este de 15.542 m, iar a celui de pe malul drept este de 15.148 m.